# Tyven fra Bagdad
Tyven fra Bagdad (originaltitel The Thief of Bagdad) er en amerikansk stumfilm fra 1924 instrueret af Raoul Walsh.

## Medvirkende
- Douglas Fairbanks som Ahmed
- Snitz Edwards
- Charles Belcher
- Julanne Johnston
- Sojin Kamiyama som Cham Shang
- Anna May Wong
- Brandon Hurst
- Tote Du Crow